# Shake, Rattle and Roll (série animada)
Treme-Treme (Shake, Rattle, & Roll (em inglês) é um desenho com produção Hanna-Barbera. Estreou em 1977 e teve apenas 13 episódios. Fazia parte do show da Ursuat.
Agitado (o gerente-fantasma do hotel), Treme-Treme (o mensageiro-fantasma) e Redondo (o cozinheiro-fantasma gordão) são três fantasmas que vivem em um hotel e sempre assustam os humanos, para que estes não os incomodem. E também sempre fogem do Implacável Sidney, o exterminador de fantasmas e eterno pesadelo do trio.
Sidney possui um gato chamado Vizinho, que é o terror do Rato Fantasma.

## Episódios[1]

### Nomes Originais(em inglês)
1. Guess What's Coming to Dinner
2. The Ghostly Ghoul is a Ghastling Ghost
3. There's No Pest like a Singing Guest
4. Shake the Lion-Hearted
5. The Real Cool Ghoul
6. Spooking is Hazardous to your Health
7. Spooking the Spook
8. From Scream to Screen
9. Gloom and Doo DeDoom
10. Polt R Geist
11. Too Many Kooks
12. A Scary Face from Outer Space
13. Health Spa Spooks

## Dubladores

### Nos Estados Unidos
- Agitado: Paul Winchell
- Treme-Treme: Lennie Weinrib
- Redondo: Joe "Hoo-Hoo" E. Ross
- Sidney Implacável: Alan Oppenheimer

### No Brasil
- Agitado: Antonio Patiño e Luís Carlos de Moraes
- Treme-Treme: João Jaci
- Redondo: Mílton Luís
- Sidney Implacável: ???